# Naunheim
Naunheim ist eine Ortsgemeinde im Landkreis Mayen-Koblenz in Rheinland-Pfalz. Sie gehört der Verbandsgemeinde Maifeld an, die ihren Verwaltungssitz in der Stadt Polch hat.

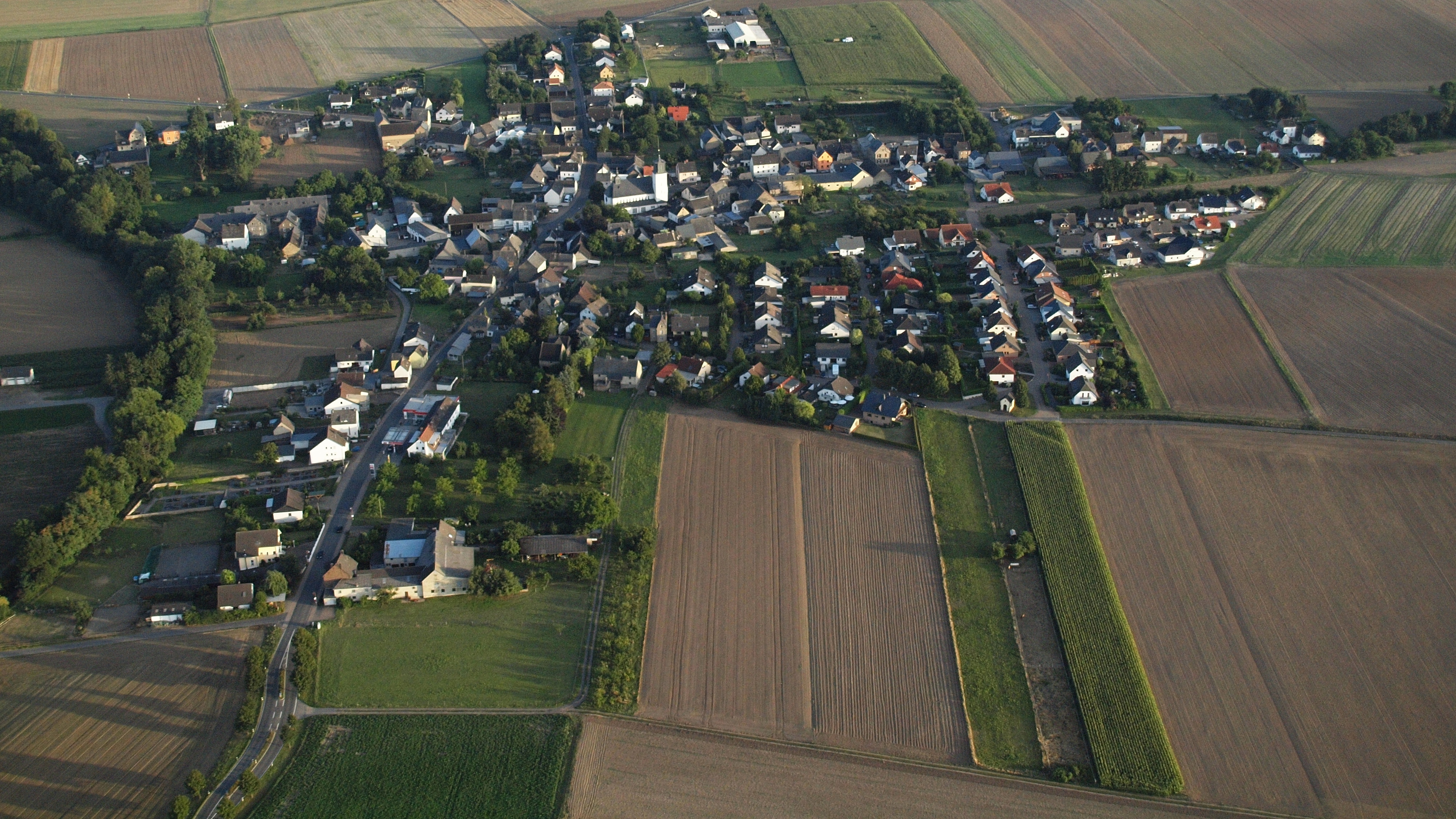
Naunheim, Luftaufnahme (2015)

## Geographie
Der Ort liegt in der Vordereifel, am Rand des Elzbachtals.
Angrenzende Nachbargemeinden von Naunheim sind (von Norden im Uhrzeigersinn): Mertloch, Gierschnach, Stadt Münstermaifeld, Pillig und Roes.

## Geschichte
Naunheim wurde als villa Nuenheim im Jahre 1210 erstmals erwähnt. 1563 umfasste die Ortschaft 35 und 1684 30 Feuerstellen. Landesherrlich gehörte sie bis Ende des 18. Jahrhunderts zum Kurfürstentum Trier und unterstand der Verwaltung des Amtes Münster-Maienfeld. Naunheim war Sitz eines Heimbürgers im Hochgericht Münster-Maienfeld.
Naunheim erhielt 1916 einen Bahnhof an der Bahnstrecke Polch–Münstermaifeld. Auf dem ehemaligen Bahnhofsgelände wurde ein Freizeitgelände angelegt. Die Einweihung erfolgte am 1. Mai 1993.
Einwohnerentwicklung

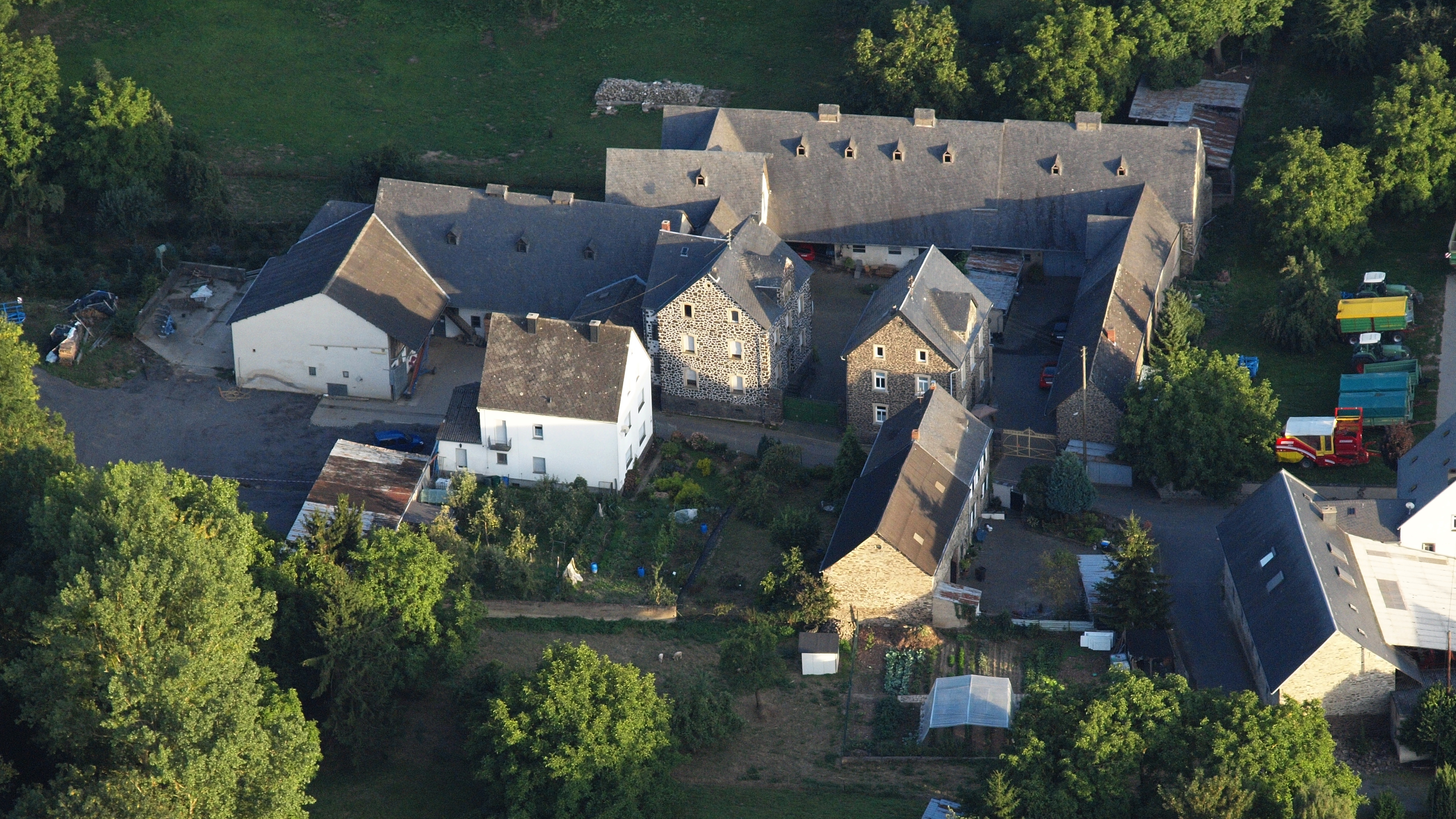
Naunheim, Erbhöfe Wey und Schmitt am Ende der Burgstrasse, Luftaufnahme (2015)

Die Entwicklung der Einwohnerzahl von Naunheim, die Werte von 1871 bis 1987 beruhen auf Volkszählungen:
| Jahr | Einwohner |
| ---- | --------- |
| 1815 | 322       |
| 1835 | 383       |
| 1871 | 365       |
| 1905 | 370       |
| 1939 | 400       |
| 1950 | 453       |
| 1961 | 374       |

| Jahr | Einwohner |
| ---- | --------- |
| 1970 | 364       |
| 1987 | 337       |
| 1997 | 375       |
| 2005 | 439       |
| 2011 | 441       |
| 2017 | 438       |
| 2023 | 466       |

## Politik

### Gemeinderat
Der Gemeinderat in Naunheim besteht aus acht Ratsmitgliedern, die bei der Kommunalwahl am 9. Juni 2024 in einer Mehrheitswahl gewählt wurden, und dem ehrenamtlichen Ortsbürgermeister als Vorsitzendem.

### Bürgermeister
Thomas Probstfeld wurde am 26. Juni 2019 Ortsbürgermeister von Naunheim. Da bei der Direktwahl am 26. Mai 2019 kein Bewerber angetreten war, wurde er einstimmig durch den Gemeinderat gewählt. Vorgänger von Thomas Probstfeld war Christian Sommer, der nach 15 Jahren Amtszeit nicht erneut angetreten war. Bei der Direktwahl am 9. Juni 2024 wurde Probstfeld als einziger Bewerber mit einem Stimmenanteil von 86,3 % für weitere fünf Jahre wiedergewählt.
Liste der Bürgermeister von Naunheim
- Dünchem, Peter: ????–1965
- Adams, Karl: 1965–1989
- Arenz, Horst-Leo: 1989–2004
- Sommer, Christian: 2004–2019
- Probstfeld, Thomas: seit 2019

### Wappen
| Wappen von Naunheim | Blasonierung: „Unter silbernem Schildhaupt darin drei schwarze Muscheln, in Rot ein gekrönter goldener Adler.“ |
| Wappen von Naunheim | Wappenbegründung: Der gekrönte goldene Adler vor dem roten Feld ist dem Wappen derer von Dadenberg entnommen. Die drei Muscheln sind die Wappensymbole des Grafen von Metternich, der Besitzer von Burg Naunheim war und haben daher nur indirekt etwas mit einer Jakobsmuschel zu tun. Naunheim führt das Wappen seit 1978. |

## Trivia
Bernd Stelter besingt den Ort in seinem Lied „Beim Dorffest in Naunheim“.